# Pseudopoda trisuliensis
Pseudopoda trisuliensis là một loài nhện trong họ Sparassidae.
Loài này thuộc chi Pseudopoda. Pseudopoda trisuliensis được Peter Jäger miêu tả năm 2001.